# Pimus nawtawaketus
Pimus nawtawaketus là một loài nhện trong họ Amaurobiidae.
Loài này thuộc chi Pimus. Pimus nawtawaketus được miêu tả năm 1972 bởi Leech.